# Cratere Naukan
Naukan  è un cratere sulla superficie di Marte.